# Marius Chiţiga
Marius Căta-Chiţiga (Timișoara, 13 de fevereiro de 1960) é um ex-jogador de voleibol da Romênia que competiu nos Jogos Olímpicos de 1980.
Em 1980, ele fez parte da equipe romena que conquistou a medalha de bronze no torneio olímpico, no qual atuou em duas partidas.